# Front Nacional d'Alliberament d'Algèria
El Front d'Alliberament Nacional (àrab: جبهة التحرير الوطني, Jabhat al-Taḩrīr al-Waţanī; francès: Front de Libération Nationale, FLN) va ser el partit polític d'Algèria que, juntament amb la seva organització militar l'Exèrcit d'Alliberament Nacional (ELN), va liderar la independència del país respecte a França.

## Història
Fundat l'1 de novembre de 1954 com una continuació del moviment revolucionari anterior que lluitava per la independència algeriana. Va ser creat pel Comitè Revolucionari d'Unitat i Acció. Aquest comitè va afavorir la unitat de totes les faccions del moviment nacionalista per lluitar contra França. El 1956 gairebé totes les organitzacions nacionalistes d'Algèria havien passat a formar part del FLN, que va quedar com el grup hegemònic en el moviment, pressionant les altres organitzacions dissidents. Els majors grups polítics arrelats entre la població àrab fora del FLN eren el Moviment Nacional Algerià dirigit per Messali Hadj i el Partit Comunista Algerià. En aquell temps l'executiva del FLN estava composta per cinc membres i un cos legislatiu.

## FLN com a partit únic
Després de la independència d'Algèria el FLN es va transformar en el partit únic de l'esmentat país.
Quan Algèria va assolir la independència el 1962 l'intel·lectual moderat, Farhat Abbas es va fer càrrec del govern provisional des del 25 de setembre d'aquell any fins al 15 de setembre de 1963. Va dimitir en protesta per la decisió del FLN d'establir un sistema de partit únic sota el lideratge d'Ahmed Ben Bella. Va ser posat llavors sota arrest domiciliari des de 1964 fins a 1965.
Va ser llavors quan el partit va experimentar una aguda lluita interna pel poder. Apareixeren diverses faccions en el seu si que es polaritzaren en dos blocs: el grup d'Ahmed Ben Bella, més esquerrà i socialista i la direcció en l'exili del FLN, encapçalada per l'expresident Abbas.
El 19 de juny de 1965 va tenir lloc un cop d'estat en el qual els partidaris de la segona facció es van imposar per la força de les armes, deposant i empresonant Ahmed Ben Bella. Segons els historiadors aquest fet es veia venir des de la clausura del Tercer Congrés del FLN l'abril de 1964.

## El FLN avui
Amb l'arribada de la democràcia en els anys noranta del segle xx va esdevenir un més dels partits polítics del país.
El partit va aconseguir la majoria absoluta en les eleccions legislatives de 2002, aconseguint 199 escons en el parlament.
El 2004, Ali Benflis es va presentar a les eleccions presidencials com a candidat del FLN. Tanmateix la victòria d'Abdelaziz Bouteflika va suposar una crisi al si del partit. El 2005 el Consell Nacional del FLN va nomenar al Cap d'Estat Abdelaziz Bouteflika president del partit i a Abdelaziz Belkhadem secretari general del FLN.
El 2007 en torna a participar en les eleccions sota la direcció de l'actual cap del Govern, Abdelaziz Belkhadem, obtenint 136 dels 389 escons de l'Assemblea Popular Nacional (APN), 63 menys que els aconseguits en els anteriors comicis de 2002. L'escassa participació, de només 35,51 per cent, és considerada pels observadors com un clar rebuig per part de la majoria dels algerians a aquests comicis, els tercers en la història d'Algèria després de les eleccions celebrades el 1997 i 2002.